# Castello normanno (Ariano Irpino)
Il castello normanno di Ariano Irpino (già Ariano di Puglia, in latino medievale castellum Arianum) sorge sulla sommità dell'omonimo colle, nella parte più alta e panoramica del territorio cittadino, a un'altitudine –riferita al mastio– di 811 m s.l.m.. Edificata in un punto strategico e di non facile accesso, in posizione dominante rispetto alla sella di Ariano (il principale valico dell'Appennino campano), la fortezza torreggia sulle valli dell'Ufita, del Miscano e del Cervaro.

## Funzione
Come risulta dai documenti storici pervenuti, il castello di Ariano non era stato costruito allo scopo di proteggere la città da eventuali incursioni provenienti dalle zone circostanti; infatti tale compito spettava piuttosto alle mura cittadine, anticamente formanti una cerchia tutt'attorno al centro urbano e dotate di nove porte costantemente sottoposte alla sorveglianza di un portulano. La vera funzione del castello era invece quella di ergersi a baluardo per sostenere un possibile, lungo assedio in caso di guerra, fungendo così da freno a un'eventuale invasione nemica.

## Descrizione
Di forma pressoché trapezoidale, il maniero presenta lati di dimensione diversa e torri disposte ai quattro angoli. Ogni torre è articolata al suo interno con alcuni vani di varia dimensione, più grandi in basso e più piccoli in alto; il loro diametro varia da 13 fino a 16 metri. I muri di cortina sono muniti di camminamenti e di contrafforti (questi ultimi poi interrati); i lati più corti sono quelli nord e sud, rispettivamente di 40 e 56 metri circa. I lati est e ovest, invece, corrono per circa 72 e 81 metri; l'ingresso è posto sul lato orientale.

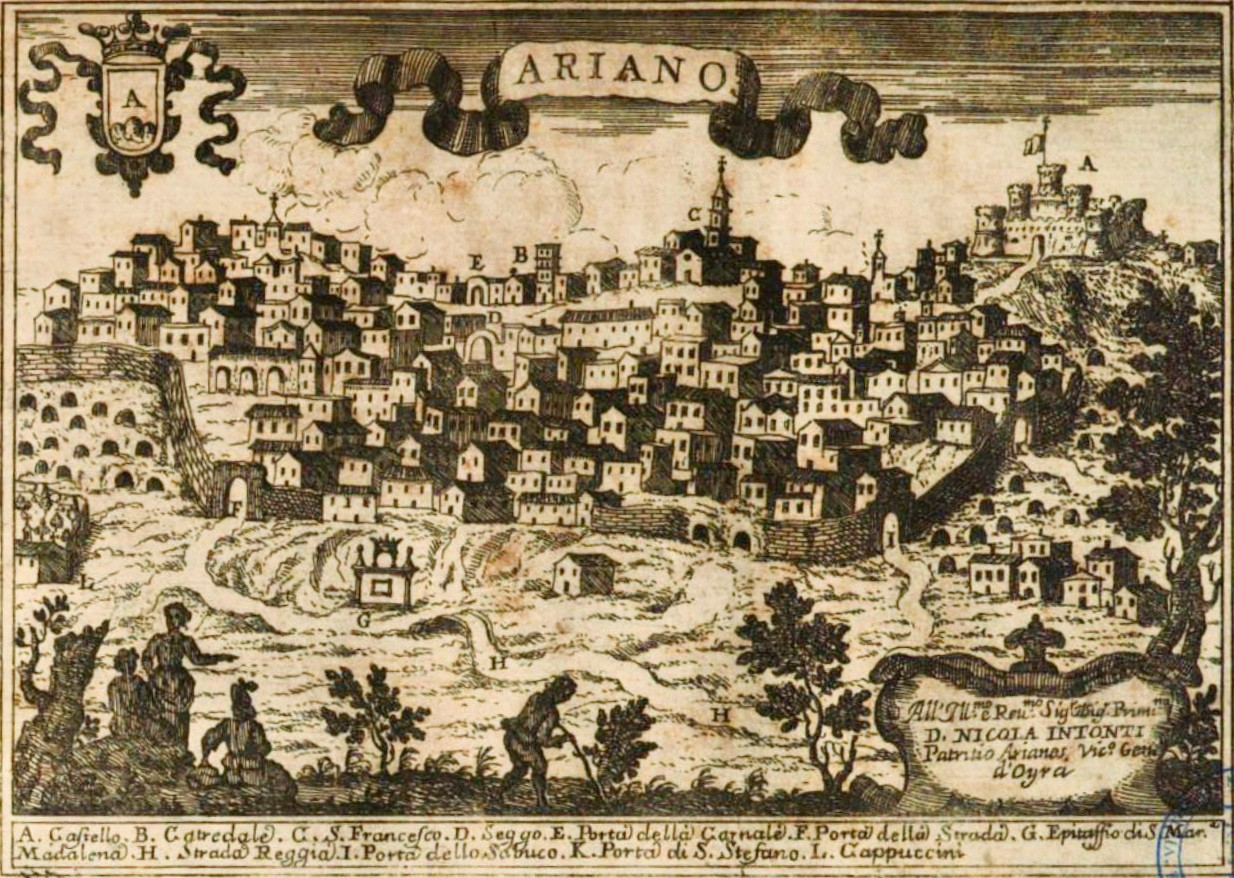
Un'antica raffigurazione della città di Ariano, opera dell'abate Giovan Battista Pacichelli; in alto a destra, contrassegnato dalla lettera a, si ammira l'aspetto originario del castello quando era ancora sormontato dal mastio.

Nella parte superiore vi era il mastio, un edificio quadrangolare di notevoli dimensioni che un documento del 1585 (citato due secoli più tardi dallo storico Tommaso Vitale) ricordava accessibile unicamente tramite un ponte e lo identificava come Torre Grande.
Tale struttura, di cui non rimangono che pochi ruderi, fu creata in epoca normanna (nel secolo XII) ed era formata inizialmente da due camere cui si aggiunsero poi altri due vani minori. L'edificio, affiancato da una corte e dotato di cisterne per la conservazione dell'acqua, era dunque attrezzato per l'estrema difesa. Al tempo dei Normanni doveva esservi inoltre un secondo ponte levatoio situato in posizione più esterna, così da configurare un ingresso di aspetto monumentale.

## Storia

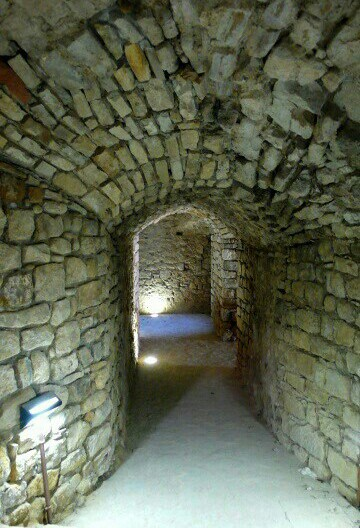
Cunicoli nell'ala nord del maniero

Un documento dell'892, conservato nell'abbazia di Cava de' Tirreni, attesta l'esistenza del castello già al tempo dei Longobardi (verosimilmente in funzione anti-bizantina). Radicalmente restaurato e ingrandito dai Normanni, il maniero fu quindi prescelto da re Ruggero II, che con ogni probabilità vi tenne le Assise del Regno del 1140. La struttura fu poi gravemente danneggiata nel 1255, quando la piazzaforte di Ariano venne espugnata a tradimento dai Saraceni di Lucera; tuttavia, il castello fu risistemato già nel 1266 grazie a re Carlo I d'Angiò, e nel secolo successivo lo stesso re Luigi I d'Angiò vi risiedette per diversi mesi. Il maniero fu poi ulteriormente ampliato nel Quattrocento su disposizione di re Ferrante d'Aragona; pertanto, nonostante la struttura possa essere datata sotto il profilo costruttivo al periodo alto-medievale, essa presenta esternamente le caratteristiche peculiari dell'architettura aragonese. Gli ultimi rimaneggiamenti avvennero nel 1537 per volontà del duca Ferrante Gonzaga.
Il castello ebbe ancora un ruolo cruciale nel corso delle grandi guerre d'Italia del XVI secolo, tuttavia in seguito fu definitivamente abbandonato; una serie di terremoti susseguitisi tra il 1688 e il 1732 determinò poi il crollo del mastio, mentre rimasero in piedi i torrioni e le altre strutture basali.
(Tommaso Vitale, Storia della Regia città di Ariano e sua Diocesi, 1794)
.

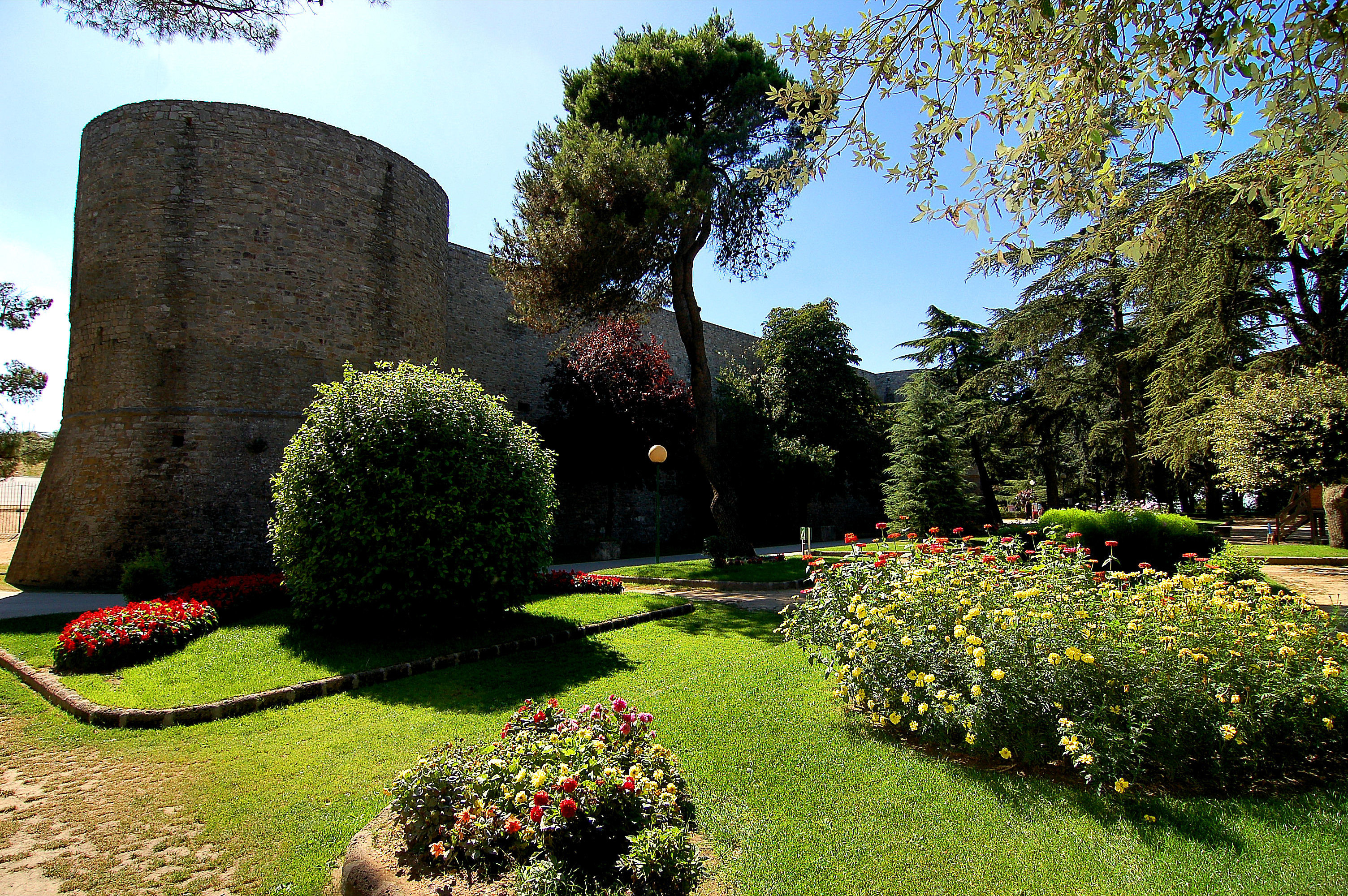
Uno scorcio del torrione nord-est, immerso nel verde della villa comunale

Nella seconda metà dell'Ottocento si provvide a livellare e alberare i fossati e i pascoli che circondavano il castello, creando così la villa comunale che si estende per 40000 m². Agli inizi del III millennio una parte del complesso è stata oggetto di un lungo lavoro di restauro; dal 2009 al 2023 il castello ha ospitato al suo interno il museo della civiltà normanna, successivamente trasferito nel settecentesco palazzo Bevere-Gambacorta della stessa città.

## Archeologia
Tra la fine del Novecento e gli inizi del XXI secolo furono condotte, all'interno del maniero, diverse esplorazioni archeologiche dalle quali emerse una notevole quantità di reperti in ceramica locale di varia foggia (anfore, olle, brocche, ciotole ecc.), il che conferma che la città di Ariano costituiva un grosso centro manifatturiero già agli inizi del Trecento se non prima; la testimonianza più antica è infatti una brocchetta monoansata di età longobarda.
Assai significativa è anche la presenza, risalente al periodo compreso tra il Duecento e il Quattrocento, di manufatti e strumenti atti alla raffinazione dello zucchero, il che costituisce un unicum all'interno del regno di Napoli. Tale scoperta ha consentito di dimostrare che il consumo di zucchero era largamente diffuso anche nell'entroterra già in epoca angioina.
Nel corso di alcune ricognizioni condotte nel castello verso la fine del Novecento furono inoltre rinvenute diverse antiche monete, tutte risalenti a un periodo storico compreso tra la seconda metà del Duecento e la prima metà del Cinquecento.